# Нурмухаметов, Азат Анасович
Нурмухаметов Азат Анасович (род. 15 мая 1990, Большие Метески, Татарская АССР) — российский спортсмен, борец по борьбе на поясах и по поясной борьбе корэш.  Чемпион мира (2018), обладатель Кубка мира (2017) многократный победитель всероссийских и международных соревнований  по поясной борьбе корэш. Мастер спорта России международного класса по поясной борьбе корэш, мастер спорта России по борьбе на поясах. Член Президиумов Федерации корэш Россиии Федерации корэш Республики Татарстан. Автор научных трудов, посвящённых подготовки юных борцов корэш.

## Биография
Спортом начал заниматься с 9 лет у родного дяди, тренера по борьбе Аскаров Венера Ибрагимовича. С 2007 года стал тренироваться у заслуженного тренера России Вакифа Тимершовича Давлетшина. Участник международных конференций и Игр, проведенных в Азербайджане, Киргизии, Японии, Нидерландах, Франции и Южной Кореи, Турции, ОАЭ. Победитель первенств Республики Татарстан и России, двукратный чемпион Республики Татарстан, чемпион России, чемпион мира, обладатель Кубка Мира, победитель международных турниров в Эстонии, Румынии, Литве, Турции, серебряный призёр Кубка Мира по корэш.
Обладатель международной премии  «Молодежные лидеры стран Организации исламского сотрудничества» 2022 года.